# 웨이스트랜드 (비디오 게임)
《웨이스트랜드》(Wasteland)는 인터플레이 엔터테인먼트가 개발하고 일렉트로닉 아츠가 배급한 1988년 롤플레잉 비디오 게임이다. 《웨이스트랜드》 시리즈 첫 번째 작품으로, 애플 II 플랫폼으로 처음 제작돼 출시됐으며 코모도어 64와 MS-DOS로 이식됐다.
핵무기 대학살로 파괴된 종말 후 2087년의 북미 대륙이 배경이다. 플레이어가 미국 남서부를 무대로 활동하는 사막의 파수꾼을 조종해 남아있는 인간 문명을 발견하고 인류를 뒤덮을 새로운 위험을 제거하는 것이 게임의 목표이다. 테이블톱 롤플레잉 게임에 영향을 받은 게임플레이가 특징으로 파티 내 구성원이 가진 특성치, 기술 및 무기를 활용해 전투와 상호작용을 수행한다.
발매 당시 《웨이스트랜드》는 전폭적인 호평을 받았으며 상업적 성공을 거뒀다. 1990년대에 속편을 발매할 계획이 있었으나 배급사 일렉트로닉 아츠가 관련 게임 《꿈의 분수》의 실패 후 취소해 무산됐다. 《웨이스트랜드》의 배경설정과 도안은 인터플레이의 1997년 비디오 게임 《폴아웃》의 토대가 됐다.
시리즈 제작자 브라이언 파고가 개발사 인엑자일 엔터테인먼트 설립 후 부활을 감행하여 직속 후속작 《웨이스트랜드 2 (2014)》와 《웨이스트랜드 3 (2020)》가 발매됐다. 2020년에 《웨이스트랜드 2》 엔진에 기반한 리마스터판이 《웨이스트랜드 리마스터드》라는 제목으로 출시됐다.

## 반응
《웨이스트랜드》 원출시판의 판매량은 약 25만 장 가량이었다.

## 참조

### 주해
1. ↑  영어: Wasteland Remastered